# Harry Kerr (tirador)
Henry "Harry" Kerr (Ovingham, Northumberland, Anglaterra, 31 d'agost de 1856 – Toronto, Ontario, 17 de juny de 1936) va ser un tirador canadenc que va competir a cavall del segle xix i el segle xx.
El 1908 va prendre part en els Jocs Olímpics de Londres, on guanyà una medalla de bronze en la prova de rifle militar per equips. En aquests mateixos Jocs fou sisè en la prova de rifle militar, 1000 iardes.